# Liste der Baudenkmale in Paeroa
Die Liste der Baudenkmale in Paeroa umfasst alle vom New Zealand Historic Places Trust (NZHPT) als „Historic Place“ oder „Historic Area“ eingestuften Baudenkmale und Flächendenkmale der neuseeländischen Ortschaft Paeroa. Die Angaben stammen aus dem Register des NZHPT. Die Bezeichnungen der Baudenkmale orientieren sich an diesem Register. In die Liste werden auch bekannte Wahi Tapu (Area), kulturell und religiös bedeutsame Stätten und Gebiete der Māori, aufgenommen. Sie werden jedoch meist nicht publiziert.

| Bild           | Bezeichnung                                        | Ort    | Anschrift                                           | Beschreibung                                     | Bauzeit | Eintrag         | Nummer | Kat. |
| -------------- | -------------------------------------------------- | ------ | --------------------------------------------------- | ------------------------------------------------ | ------- | --------------- | ------ | ---- |
| BW             | Band Rotunda                                       | Paeroa | King Street, Paeroa Domain Karte                    | Musikpavillon                                    | 1906    | 7. April 1983   | 0726   | 2    |
| BW             | MOW Office Building (Maritime Museum)              | Paeroa | SH2, Puke Bridge Karte                              | Teil des Meeresmuseums von Paeroa                | 1898    | 7. April 1983   | 0728   | 2    |
| weitere Bilder | Post Office                                        | Paeroa | Normanby Road und Princes Street Karte              | Postamt                                          | 1926    | 19. März 1986   | 4607   | 2    |
| BW             | Fathers Hotel (Former)                             | Paeroa | 67-69 Belmont Road und Wharf Road Karte             | Hotel                                            | 1926    | 19. März 1986   | 4608   | 2    |
| BW             | Waihi-Paeroa Gold Extraction Company Limited Works | Paeroa | Mill Road Karte (ungenau)                           | Reste der Goldgewinnung                          | 1912    | 29. August 1997 | 7397   | 2    |
| BW             | Ohinemuri                                          | Paeroa | Ufer des Ohinemuri River und Umfeld Karte (ungenau) | Verschiedene Stätten mit Bedeutung für die Māori | n.a.    | 4. Februar 1999 | 7454   | WTA  |